# Yamunanagar (Distrikt)
Der Distrikt Yamunanagar (Hindi यमुनानगर जिला, Panjabi ਯਮਨਾ ਨਗਰ ਜ਼ਿਲਾ) ist ein Distrikt im indischen Bundesstaat Haryana. Verwaltungssitz ist die gleichnamige Stadt Yamunanagar.

## Geographie
Der Distrikt liegt im Nordosten Haryanas und grenzt im Norden an Himachal Pradesh (Distrikt Sirmaur) und im Osten an Uttar Pradesh (Distrikt Saharanpur). Im Osten grenzt Yamunanagar an die Distrikte Ambala und Kurukshetra, und im Süden an den Distrikt Karnal von Haryana. Die westliche Distriktgrenze wird im Wesentlichen vom Fluss Yamuna gebildet, und im Nordwesten bildet der Fluss Markanda, ein Zufluss des Ghaggar zum Teil die Distriktgrenze. Zwischen den beiden Flüssen verläuft durch den Distrikt auch die Wasserscheide zwischen den Flusssystemen des Ganges und des Indus. Vom Fluss Yamuna zweigt als wichtiger Bewässerungskanal der Yamuna-Kanal ab, der in einigen Kilometern Entfernung parallel zum Fluss Richtung Südwesten verläuft. Im Norden finden sich die Siwalik-Berge (Siwalik hills), die sich etwa 500 Meter über die umliegenden Ebenen erheben. Es handelt sich um Tafelberge, die von Fließgewässern geformte, scharf eingeschnittene Täler aufweisen. Südlich der Siwalik-Berge findet sich der Kandi-Gürtel (Kandi Belt), eine etwa 25 Kilometer breite Übergangszone aus Hügelland, das weiter südlich in die Schwemmebenen zwischen Yamuna und Markanda übergeht. Im Jahr 2012 waren 150 km² (8,5 % der Distriktfläche) von Wald bedeckt. 1250 km² wurden für den Ackerbau genutzt, davon 1130 km² in Bewässerungsfeldwirtschaft.

## Klima
Das Klima Yamunanagars kann als subtropisches Monsunklima charakterisiert werden. Es lassen sich vier Jahreszeiten unterscheiden. Die heiße Jahreszeit dauert von Mitte März bis zur letzten Juniwoche, gefolgt vom Südwestmonsun, der bis September andauert. Die Monate September bis November bilden eine Übergangszeit, die Nachmonsunzeit. Die Wintersaison beginnt spät im November und dauert bis zur ersten Märzwoche. Die normale Jahresniederschlag des Bezirks beträgt 1107 mm, und es gibt durchschnittlich 43 Regentage pro Jahr. Der Regen ist ungleichmäßig über das Gebiet verteilt. Während des Südwestmonsuns fallen etwa 81 % des jährlichen Niederschlags. Juli und August sind die regenreichsten Monate. Die restlichen 19 % der Niederschläge fallen außerhalb des Monsunzeit im Zuge westlicher Tiefdruckgebiete und Gewitter. Die mittleres Maximaltemperatur liegt bei 48,8 °C im Mai und Juni und die mittlere Minimaltemperatur bei 6,8 °C im Januar.

## Geschichte
Die Region des späteren Distrikts kam infolge des Zweiten Marathenkrieges in den Jahren nach 1805 unter die Kontrolle der Britischen Ostindien-Kompanie. Im unabhängigen Indien (ab 1947) kam sie zunächst zum Bundesstaat Punjab und gehörte ab 1968 zum neu gebildeten Bundesstaat Haryana. Der Distrikt Yamunanagar wurde am 1. November 1989 aus Teilen des Distrikts Ambala (Subdivision Jagadhri und Subtehsil Sadaura der Subdivision Naraingarh) und Kurukshetra (Subtehsil Radaur) gebildet.

## Bevölkerung
Die folgende Tabelle zeigt die Bevölkerungsentwicklung der letzten Jahrzehnte.
| Jahr      | 1991    | 2001      | 2011      |
| Einwohner | 806.279 | 1.041.630 | 1.214.205 |

Die Einwohnerzahl lag bei der Volkszählung 2011 bei 1.214.205. Die Bevölkerungswachstumsrate im Zeitraum von 2001 bis 2011 betrug 16,57 %. 12,1 % der Bevölkerung waren Kinder unter 6 Jahre. Yamunanagar hatte ein Geschlechterverhältnis von 877 Frauen pro 1000 Männer und damit einen deutlichen Männerüberschuss. Der Distrikt wies 2011 eine Alphabetisierungsrate von 77,99 % auf, was einer Steigerung um knapp 6 Prozentpunkte gegenüber dem Jahr 2001 entsprach. Die Alphabetisierung lag damit leicht über dem nationalen Durchschnitt (74,04 %) und dem Durchschnitt Haryanas (75,55 %). 81,1 % der Bevölkerung waren Hindus, 11,4 % sind Muslime, 7,0 % Sikhs, 0,3 % Christen, 0,1 % Jainas und 0,1 % gaben keine Religionszugehörigkeit an oder gehörten anderen Religionen an. 
Knapp 38,9 % der Bevölkerung lebten 2011 in Städten. Größte Stadt war Yamunanagar mit 216.677 Einwohnern.

## Verwaltung
Administrativ war Yamunanagar im Jahr 2022 in drei Subdivisionen (Jagadhri, Bilaspur, Radaur) und vier Tehsils (Jagdhari, Bilaspur Radaur, Chhachhruali) unterteilt.